# Teodor Obraczay
Teodor Obraczay (ur. 4 lipca 1862 w Krakowie, zm. 3 grudnia 1925 w Tarnowskich Górach) – pułkownik piechoty Wojska Polskiego.

## Życiorys
Urodził się w rodzinie Teodora i Otylii z domu Tomek. W Łobzowie ukończył 7-klasową szkołę wydziałową i 5-letnią szkołę kadecką. W 1895 roku ukończył we Lwowie szkołę korpuśną.
Następnie od 1879 roku odbywał służbę w armii austriacko-węgierskiej zdobywając stopień pułkownika. Będąc oficerem piechoty przeszedł kolejno wszystkie szczeble dowodzenia liniowego i w administracji sztabowej. Początkowo pełnił służbę w 13 pułku piechoty w Krakowie. W 1885 roku został przeniesiony do 41 pułku piechoty w Czerniowcach. W 1892 roku był oficerem prowiantowym pułku. Od 1898 roku służył w 97 pułku piechoty w Trieście. W 1909 roku został komendantem Okręgowej Komendy Uzupełnień Triest, pozostając oficerem nadetatowym 97 pp. Przewodniczący komisji poborowej i kontroli etatów, następnie zastępca dowódcy okręgu na terenie Albanii oraz w Bośni dowódca garnizonu.
27 grudnia 1918 roku został przyjęty z dniem 1 listopada 1918 roku do Wojska Polskiego z zatwierdzeniem posiadanego stopnia pułkownika. 23 grudnia 1918 roku został mianowany komendantem stacji zbornej w Boguminie. Od 27 stycznia do 23 czerwca 1919 roku dowodził 10 pułkiem piechoty. 7 lipca tego roku przeniesiono go do rezerwy, w której asystował jako asesor przy rozprawach głównych w sądzie Okręgu Generalnego w Krakowie; komendant SKU w Krotoszynie oraz przewodniczący komisji w SKU w Wadowicach i Tarnowie od stycznia 1920 roku. We wrześniu 1920 roku został przeniesiony do Powiatowej Komendy Uzupełnień 11 pp w Będzinie na stanowisko komendanta. W marcu 1921 roku, po przekazaniu ppłk. Karolowi Blok obowiązków komendanta PKU 11 pp, został oddany do dyspozycji dowódcy Okręgu Generalnego „Kielce”. Od 1 do 5 kwietnia tego roku przebywał w Wieliczce, na urlopie w sprawie osobistej. 1 sierpnia dowódca OGen. „Kielce” udzielił mu płatnego urlopu do 1 września „dla uregulowania spraw osobistych”. Z dniem 1 września 1921 roku został przeniesiony w stały stan spoczynku z prawem noszenia munduru. Mieszkał w Zawierciu.
Zyskiwał wysokie oceny i dobre opinie przełożonych; m.in. 2 czerwca 1921 roku generał Franciszek Latinik wystawił pułkownikowi Obraczayowi następującą notę: „Bardzo dobry oficer z zawodowym wykształceniem i wielkim wszechstronnym wykształceniem. Stały, wypróbowany charakter, sumienny, energiczny, inicjatywny. Mógłby być z korzyścią użyty w biurach wyższych dowódców lub Ministerstwa, osobliwie w sprawach dotyczących PKU”. 26 października 1923 roku prezydent RP Stanisław Wojciechowski zatwierdził go w stopniu pułkownika.
Zmarł 3 grudnia 1925 w Tarnowskich Górach. Rodziny nie założył.

## Awanse
- kadet – 1 września 1881 roku[22]
- podporucznik – 1 listopada 1885 roku[23]
- porucznik – 1 maja 1889 roku[24]
- kapitan 2 klasy – 1 maja 1896 roku[25]
- kapitan 1 klasy – 1899 ze starszeństwem z dniem 1 maja 1896 roku[26]
- major – 1 maja 1909 roku[27]
- podpułkownik – 1 listopada 1912 roku[28]
- pułkownik – 29 maja 1918 rok

## Ordery i odznaczenia
- Medal Pamiątkowy za Obronę Śląska Cieszyńskiego[29]
- Krzyż Kawalerski Orderu Franciszka Józefa
- Signum Laudis Brązowy Medal Zasługi Wojskowej na czerwonej wstążce[30]
- Krzyż za 25-letnią służbę wojskową dla oficerów
- Brązowy Medal Jubileuszowy Pamiątkowy dla Sił Zbrojnych i Żandarmerii – 1899[31]
- Krzyż Jubileuszowy Wojskowy – 1908